# Nebling (Untergriesbach)
Nebling ist ein Gemeindeteil des Marktes Untergriesbach im niederbayerischen Landkreis Passau.

## Lage
Das Dorf Nebling liegt etwa 4 km nordwestlich von Untergriesbach und etwa einen Kilometer westlich von Schaibing.
Die Universitätsstadt Passau ist rund 20 km entfernt.

## Geschichte
Im Zuge des Gemeindeedikts von 1818 wurde das zum Steuerdistrikt Ederlsdorf gehörige Nebling ein Teil der neu gegründeten Ruralgemeinde Leizesberg, die bald danach (spätestens 1825) in Gemeinde Schaibing umbenannt wurde. Durch die Eingemeindung von Schaibling am 1. Januar 1972 kam der Ort zur Gemeinde Untergriesbach.
Nebling hatte bei der Volkszählung am 25. Mai 1987 zwölf Wohngebäude und 54 Einwohner.

## Religion
Nebling ist überwiegend katholisch geprägt. Es gehört seit 1954 zur Pfarrei Schaibing im Bistum Passau.